# Fivel
Le Fivel est un ancien fleuve néerlandais de la province de Groningue. Le Fivel est en grande partie ensablé ; seuls certains tronçons de son trajet persistent, intégrés aujourd'hui au système de fossés et de wateringues du nord de la province de Groningue.

## Géographie
Tout comme la Hunze, le Fivel naissait dans les marais des hautes fagnes. Les eaux du Fivel provenaient des marais des environs de Slochteren, Hoogezand et Kolham, via les affluents de Slochter Ae, Scharmer Ae et Woltersumer Ae. Aujourd'hui, nous retrouvons toujours le Ten Poster Ae, au nord du Canal de l'Ems, qui est un des restes qui subsistent du Fivel. Au nord de Winneweer, on peut toujours reconnaître, dans l'actuel système des wateringues, les grands méandres que décrivait le Fivel, fleuve sous forte influence des marées et qui à cet endroit mesurait jusqu'à 75 mètres de large.
Dans le Bas Moyen Âge, au-delà de Winneweer, l'embouchure du Fivel (appelé Fivelboezem) formait une baie ou un bras de mer de la mer des Wadden. Le long des rives de cette baie, plusieurs villages avaient été fondés sur des terpen:
- le long de la rive occidentale : Hemert, Stedum, Westeremden et Huizinge ;
- le long de la rive orientale : Wittewierum, Garrelsweer, Loppersum, Eenum, Leermens et Godlinze.

Déjà avant l'an mil, on a creusé le Delf, un canal situé derrière la rive orientale. Les restes du Delf entre Winneweer et Delfzijl sont de nos jours intégrés au Damsterdiep. Ce Delf permettait une évacuation supplémentaire des eaux du Fivel via Winneweer et Appingedam vers l'embouchure de l'Ems. Comme de moins en moins d'eau passait par l'embouchure historique du Fivel, celle-ci s'ensablait, et à partir de 1200, cette embouchure fut endiguée et poldérisée.
Parmi les fossés et wateringues héritiers du Fivel, seul le Westeremdermaar a conservé une certaine largeur, même si celle-ci ne dépasse pas les 10 mètres. Le Zeemsloot, situé entre Westeremden et Garsthuizen, est également une reste du Fivel. Avant 1300, le Fivel se jetait dans la mer des Wadden près d'Oosternieland. Au-delà, plusieurs cours d'eau situé en dehors des digues parcouraient les schorres, dont le plus important reste le Groote Tjariet.
La région historique et naturelle de Fivelingo tire son nom de cet ancien fleuve.